# NGC 2410
NGC 2410 este o galaxie activă situată în constelația Gemenii. A fost descoperită în 5 februarie 1867 de către Édouard Stephan⁠(d). Se află la o distanță de 63,97 de megaparseci de Pământ.